# Andrena mistrensis
Andrena mistrensis är en biart som beskrevs av Grünwaldt 2005. Andrena mistrensis ingår i släktet sandbin, och familjen grävbin. Inga underarter finns listade i Catalogue of Life.